# Helena de Dinamarca
Helena de Dinamarca (c. 1180 - 22 de noviembre de 1233 en Luneburgo) fue una princesa danesa heredera de Garding y por matrimonio duquesa de Lüneburg. Fue el ancestro de los posteriores Güelfos de Baviera.

## Biografía
Helena fue la hija menor del rey Valdemar I de Dinamarca (1131-1182) y su esposa, la princesa Sofía de Minsk (1141-1198). Por ello, fue hermana de los reyes de Dinamarca Canuto VI y Valdemar II y de la reina Ingeborg de Francia.
Se casó con el duque Guillermo de Luneburgo (1184-1213) en el verano de 1202 en Hamburgo, por lo que se convirtió en la nuera del duque Enrique el León de Sajonia y su esposa, la princesa inglesa Matilde Plantagenet.
Helena y Guillermo tuvieron un hijo, futuro duque Otón I el Niño de Brunswick-Luneburgo (1204-1252). Después de la temprana muerte de su marido, el duque Guillermo, en 1213, su hermano el emperador Otón IV se hizo cargo del gobierno de Luneburgo, como regente del hijo de Guillermo, Otón el Niño. Otón fue nombrado heredero de la propiedad alodial de los güelfos por su tío Enrique el Viejo.
Helena murió en 1233 y fue enterrada en el monasterio benedictino de San Miguel en Luneburgo.